# Belascoarán, détective privé
Belascoarán, détective privé (Belascoarán) est une série télévisée policière mexicaine en 3 épisodes d'environ 80 minutes créée d'après les romans de Paco Ignacio Taibo II  et diffusée au niveau mondial le 12 octobre 2022 sur Netflix.

## Synopsis
1978, Mexico. Héctor Belascoarán Shayne, ingénieur travaillant pour une entreprise américaine, décide un jour de tout plaquer pour devenir détective privé. Il loue un bureau qu'il partage avec un plombier, Gómez Letras. Il souhaite résoudre le mystère de l'étrangleur de femmes et mettre fin à ses meurtres. Pour entrer en contact avec le tueur, il participe à une émission télévisée, le jeu des 64 000 pesos. Il va mener ses enquêtes avec l'aide de sa sœur Elisa, professeure à l'UNAM, d'Irene, une championne de course automobile et de ses amis de la mégalopole de Mexico.

## Distribution

### Acteurs principaux
- Luis Gerardo Méndez (VF : Benjamin Penamaria) : Héctor Belascoarán Shayne
- Paulina Gaitán (VF : Ingrid Donnadieu) : Irene
- Irene Azuela (VF : Emmanuelle Rivière) : Elisa, la sœur d'Héctor
- Silverio Palacios (VF : Enrique Carballido) : Gilberto Gómez Letras

### Acteurs récurrents
- Enrique Arreola (VF : Laurent Maurel) : Paniagua, un policier corrompu
- Andrés Parra (VF : Yann Guillemot) : Cerevro
- Lázaro Gabino Rodriguez (VF : Pascal Nowak) : Javier « El Gallo » Villareal
- Nailea Norvind (VF : Karine Pinoteau) : Marisa Ferrer, une cliente
- Eligio Meléndez (VF : Pierre-François Pistorio) : Javier Cuesta
- Clementina Guadarrama (VF : Sophie Chenko) : Doña Solda
- Alejandra Ambrosi (VF : Vanessa Van-Geneugden) : Claudia, l'épouse d'Héctor
- Paloma Woolrich (VF : Brigitte Berges) : Amada Luna
- Cuauhtli Jiménez (VF : Julien Portugais) : Renato Barrera, un ami d'Elisa
- Paulina Dávila (VF : Olivia Nicosia) : Kassandra

 Source et légende : version française (VF) sur RS Doublage et cartons de doublage français.

## Épisodes

### Épisode 1:Jours de combat
Ernesto Contreras
- Photographie : Emiliano Villanueva
- Montage : Jorge Macaya
- Musique : Jacopo Lieberman

- Enrique Arreola : Paniagua, un policier corrompu
- Andrés Parra : Cerevro
- Clementina Guadarrama : Doña Solda
- Alejandra Ambrosi : Claudia, l'épouse d'Héctor
- Cuauhtli Jiménez : Renato Barrera, un ami d'Elisa

### Épisode 2:Cosa fácil
- Nailea Norvind : Marisa Ferrer, une cliente
- Paloma Woolrich : Amada Luna, médecin légiste
- Enrique Arreola : Paniagua, un policier corrompu
- Lázaro Gabino Rodriguez : "El Gallo", un ingénieur spécialiste des égouts

### Épisode 3:Pas de fin heureuse
- Paulina Dávila : Kassandra
- Lázaro Gabino Rodriguez : Javier "El Gallo" Villareal

## Accueil
Pour Milenio, la série est « une des meilleures de l'année », replongeant dans « le Mexico merveilleux, surréaliste et nostalgique des années 1970 ».
Pour Crónica, « Belascoarán entre dans la liste des séries préférées dans le catalogue de Netflix ».